# La Périgord Ladies
La Périgord Ladies est une course cycliste d'un jour féminine qui se tient tous les ans en France. Elle intègre le Calendrier international féminin UCI, en classe 1.2. Elle est organisée par l'organisation du Tour du Limousin-Nouvelle-Aquitaine.

## Palmarès

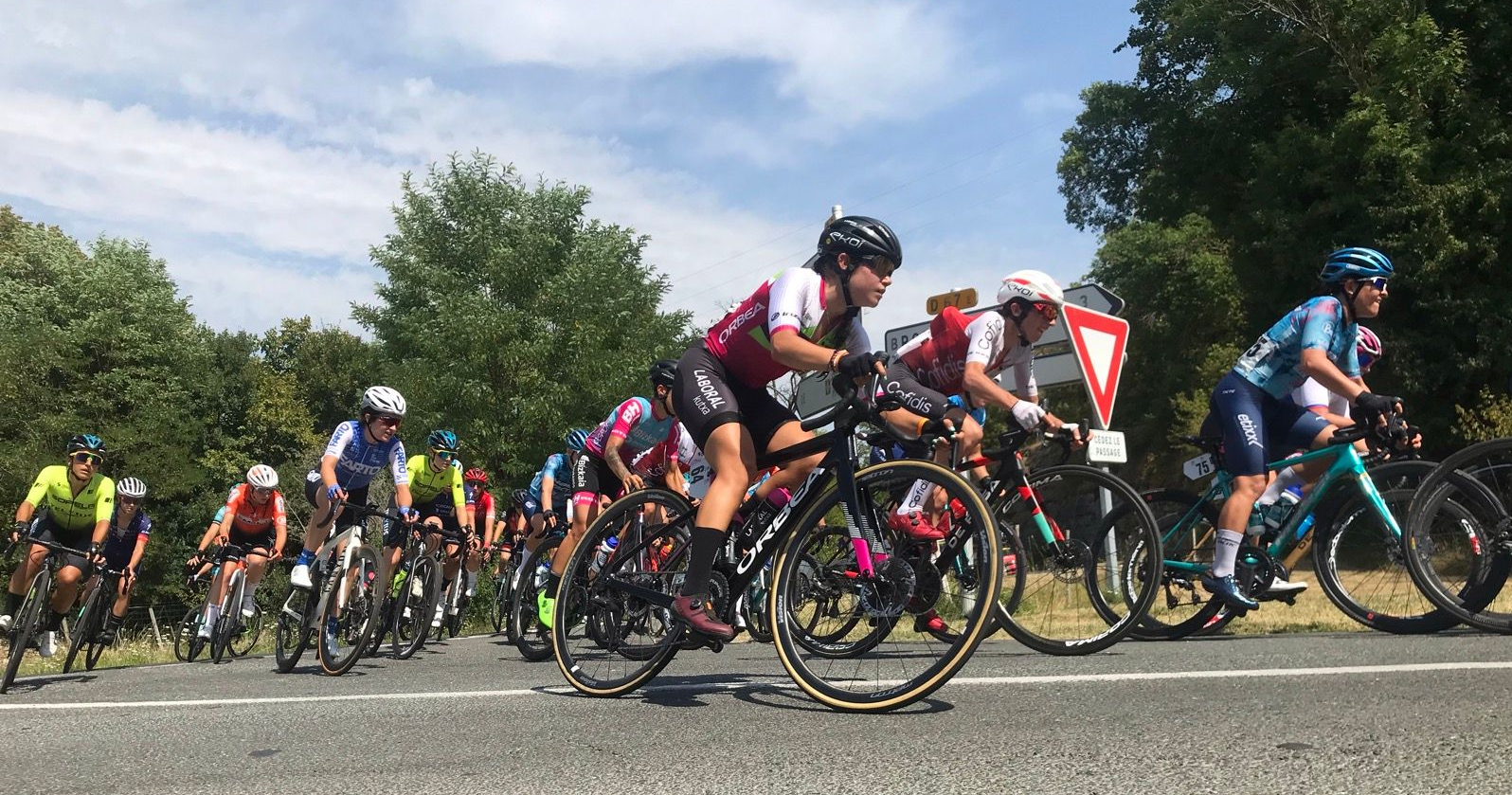
La Périgord Ladies lors de l'édition 2022.

| Année | Vainqueur         | Deuxième              | Troisième        |
| ----- | ----------------- | --------------------- | ---------------- |
| 2019  | Coralie Demay     | Kathrin Hammes        | Évita Muzic      |
| 2020  | Sheyla Gutiérrez  | Sandra Levenez        | Tanja Erath      |
| 2021  | Marta Bastianelli | Erica Magnaldi        | Nadia Quagliotto |
| 2022  | Grace Brown       | Simone Boilard        | Rachel Neylan    |
| 2023  | Amber Kraak       | Jade Wiel             | Clara Emond      |
| 2024  | Josie Talbot      | Margot Vanpachtenbeke | Nina Buysman     |
| 2025  |                   |                       |                  |